# Chung kết Cúp C1 châu Âu 1971
Trận chung kết Cúp C1 châu Âu năm 1971 là trận chung kết thứ mười sáu của Cúp các đội vô địch bóng đá quốc gia châu Âu, ngày nay là UEFA Champions League. Đây là trận đấu giữa Ajax Amsterdam của Hà Lan và Panathinaikos FC của Hy Lạp trên sân vận động Wembley, London, Anh vào ngày 2 tháng 6 năm 1971. Với chiến thắng 2–0, Ajax Amsterdam lần đầu tiên giành Cúp C1 châu Âu. Đây là khởi đầu của 3 lần vô địch Cúp C1 liên tiếp của câu lạc bộ này.

## Chi tiết trận đấu
| Ajax                   | 2–0 | Panathinaikos |
| ---------------------- | --- | ------------- |
| Van Dijk 5' · Haan 87' |     |               |

| Ajax | Panathinaikos |

| AJAX AMSTERDAM:                                 |    |                      |  |     |
|                                                 |    |                      |  |     |
| TM                                              | 1  | Heinz Stuy           |  |     |
| HV                                              | 7  | Johan Neeskens       |  |     |
| HV                                              | 3  | Barry Hulshoff       |  |     |
| HV                                              | 4  | Velibor Vasović (ĐT) |  |     |
| HV                                              | 2  | Wim Suurbier         |  |     |
| TV                                              | 6  | Nico Rijnders        |  | 46' |
| TV                                              | 14 | Johan Cruyff         |  |     |
| TV                                              | 9  | Gerrie Mühren        |  |     |
| TĐ                                              | 8  | Sjaak Swart          |  | 46' |
| TĐ                                              | 10 | Dick van Dijk        |  |     |
| TĐ                                              | 11 | Piet Keizer          |  |     |
| Dự bị                                           |    |                      |  |     |
| HV                                              | 12 | Horst Blankenburg    |  | 46' |
| TV                                              | 15 | Arie Haan            |  | 46' |
| Huấn luyện viên:                                |    |                      |  |     |
| Rinus Michels Trợ lý trọng tài Trọng tài thứ tư |    |                      |  |     |

| PANATHINAIKOS FC: |    |                     |
|                   |    |                     |
| TM                | 1  | Takis Ikonomopoulos |
| HV                | 2  | Yianis Tomaras      |
| HV                | 3  | Anthimos Kapsis     |
| HV                | 4  | Frangiskos Sourpis  |
| HV                | 5  | Giorgios Vlahos     |
| TV                | 6  | Aristidis Kamaras   |
| TV                | 7  | Kostas Eleftherakis |
| TV                | 8  | Haris Grammos       |
| TĐ                | 9  | Mimis Domazos (ĐT)  |
| TĐ                | 10 | Antonis Antoniadis  |
| TĐ                | 11 | Totis Filakouris    |
| Huấn luyện viên:  |    |                     |
| Ferenc Puskás     |    |                     |